# 松島昭浩
松島 昭浩（まつしま あきひろ、9月22日 - ）は、日本の男性声優。CROSS CALL所属。神奈川県出身。

## 来歴
2025年3月31日、同日付でオフィスPACが事業停止したことに伴い、翌4月1日付でCROSS CALLに移籍。

## 人物
特技はものまね。

## 出演

### テレビアニメ
2010年
- 鋼の錬金術師 FULLMETAL ALCHEMIST（兵士C）

2015年
- ルパン三世 PART IV（団員C、男C）

2017年
- リトルウィッチアカデミア（魔法道具屋の店員、男、分析官）
- 将国のアルタイル（伝令）

2020年
- BNA ビー・エヌ・エー（矢場広務）

### 吹き替え
映画
- ANNIE/アニー（映り込み男[4]）
- ガーディアンズ・オブ・ギャラクシー（ライフル看守1）
- シンドバッド7つの冒険と海神ポセイドン
- 西部戦線異状なし（レエル）
- ディクテーター 身元不明でニューヨーク（マルーシュ）
- デス・レース2（ドラゴ）
- トランスフォーマー/ロストエイジ（車の捜査官1）
- バック・トゥ・ザ・フューチャー（仲間3）※BSジャパン版
- 5デイズ（クリス）
- マレフィセント（兵士12）
- ライオン・キング:ムファサ（若い時代のラフィキ[5]）
- ラッシュ/プライドと友情（ドイツ人ファン）
- ルパン三世

ドラマ
- グッドラック・チャーリー シーズン1（ヴァン・ブラント）
- グッドラック・チャーリー シーズン2（グレービー）
- コールドケース7 ザ・ファイナル（トレイ）
- THE EVENT（ルイス）
- ザ・ダメージ（デューイ）
- ネイルサロン・パリス 〜恋はゆび先から〜（夫婦の夫）
- マイケル・J・フォックス・ショウ
- MADMEN シーズン4
- レバレッジ 〜詐欺師たちの流儀 シーズン1
- レバレッジ 〜詐欺師たちの流儀 シーズン2（ボブ）
- レバレッジ 〜詐欺師たちの流儀 シーズン3（シュミッティ）
- レバレッジ 〜詐欺師たちの流儀 シーズン4（ロイ）
- ロマンスが必要（ソ・ジュニ）
- One Tree Hill

アニメ
- インサイド・ヘッド（ピザ1）
- インサイド・ヘッド2[6]
- ちいさなプリンセス ソフィア（ペッパーツリーの森のリス）
- ティンカー・ベルと妖精の家
- プレーンズ（タイマー）
- プレーンズ2/ファイアー&レスキュー（トラック2）
- トランスフォーマー アドベンチャー（ダイブボム、右手クモ）
- ミッキーのミニー救出大作戦
- ミッキーマウス!

### ゲーム
- スカイランダーズ スパイロの冒険（2013年、ハルドー）
- PSYCHO-PASS サイコパス 選択なき幸福（2015年）
- キングダム ハーツIII（2019年）
- 侍魂オンライン-朧月伝-（2019年、柳生十兵衛[7]）
- ファイナルファンタジーVII リメイク（2020年）

### 特撮
- 宇宙戦隊キュウレンジャー（2017年、インダの声）

### ボイスオーバー/ナレーション
- 伝説の企業家〜アメリカをつくった男たち（ジョン・ロックフェラー）
- アメリカ南部＂ディキシー＂を知ってるかい?
- Shop Japan スピードウッシュ
- Shop Japan ミラクルブレード
- Shop Japan サラダシェフ
- 本当にあった奇妙な科学実験史 シーズン2
- 奇想天外な武器の歴史(前後編)
- 世界の超人〜驚異の身体能力〜 シーズン2（ジャン・イブス・ブロンドー）
- 黙示録の七つの予言
- 人類滅亡-Life After People- シーズン2
- 現代の驚異
- 古代からの発見3
- UFO HUNTERS
- アメリカお宝鑑定団ポーンスターズ（オースティン・"チャムリー"・ラッセル）
- 眠ったお宝探し隊 アメリカン・ピッカーズ（ロビー・ウルフ、デイヴ・オールト他）
- アメリカン・ビンテージ大修復!ビフォー&アフター（フィル、デイヴ、ジェフ他）
- アメ車カスタム専門 カウンティング・カーズ（オースティン・"チャムリー"・ラッセル）
- ポーンスターズのお宝クイズ選手権（オースティン・"チャムリー"・ラッセル）
- 映画の科学
- ストレージ・ウォーズ〜倉庫まるごと買取ります!〜（デイヴ・ヘスター）
- ブラックボックスナイト3
- ひつじのショーンができるまで
- アードマンの仲間たち

### 舞台
- 見よ、飛行機の高く飛べるを（PACアトリエ）
- パパは誘拐犯（築地ブディストホール）
- ら抜きの殺意（PACアトリエ）
- 湯気はれて（築地ブディストホール）
- ナースコール（PACアトリエ）
- 真田風雲録（築地ブディストホール）